# 11804 Zambon
A 11804 Zambon (korábbi nevén 1981 EE13) a Naprendszer kisbolygóövében található aszteroida. Schelte J. Bus fedezte fel 1981. március 1-jén.